# Quebec North Shore and Labrador Railway
De Quebec North Shore and Labrador Railway (QNSL) is een 414 km lange spoorweg in het oosten van Canada die in privaat bezit is van de Iron Ore Company of Canada (IOC). Ze doorkruist van noord naar zuid de uitgestrekte wildernis van West-Labrador en Oost-Quebec. Ze verbindt al doende de mijnbouwstad Labrador City met Sept-Îles, een havenstad aan de Sint-Laurensrivier.
De spoorlijn wordt voornamelijk gebruikt door goederentreinen voor het transport van ijzererts. Er is ook tweemaal per week passagiersvervoer, al wordt dit niet uitgebaat door de IOC maar door een corporatie van de inheemse Innu.

## Geschiedenis
De spoorweg werd aangelegd tussen 1951 en 1954 en is sinds haar afwerking onafgebroken in gebruik. Ze is sindsdien van cruciaal belang voor de ijzerertsontginning in de streek van Labrador West.
Oorspronkelijk ging de QNSL nog 217 km verder noordwaarts, tot in de mijnbouwstad Schefferville. De mijnen daar werden echter in de jaren 80 gesloten en in 2005 werd dit noordelijke stuk spoorlijn (tussen Schefferville en het bij Labrador City gelegen Emeril) verkocht aan een samenwerkingsverband tussen drie inheemse groepen uit de Innu- en Naskapi-bevolking, namelijk de Tshiuetin Rail Transportation. Zij baten tweemaal per week een passagierstrein uit die ook over de QNSL rijdt.

## Wetenswaardig
De Quebec North Shore and Labrador Railway en Tshiuetin-spoorlijn vormen tezamen met drie kortere spoorwegen die er op aansluiten (namelijk de Chemin de fer Arnaud, de Wabush Lake Railway en de Bloom Lake Railway) een geïsoleerd spoornetwerk dat niet verbonden is met de rest van de Noord-Amerikaanse spoorwegen.